# ۹۸ (پیش از میلاد)
۹۸ (پیش از میلاد) ۹۸مین سال قبل از تقویم میلادی است.